# نیکولا ژیله
نیکولا ژیله (فرانسوی: Nicolas Gillet‎؛ زادهٔ ۱۱ اوت ۱۹۷۶) بازیکن سابق فوتبال اهل فرانسه است.
از باشگاه‌هایی که در آن بازی کرده‌است می‌توان به باشگاه فوتبال لانس، باشگاه فوتبال نانت، باشگاه فوتبال لو آور، باشگاه فوتبال آنژه، و باشگاه فوتبال نانت اشاره کرد.
وی همچنین در تیم ملی فوتبال فرانسه بازی کرده‌است.